# محطة قطار سوتون باركواي
محطة قطار سوتون باركواي (بالإنجليزية: Sutton Parkway railway station)‏‏ هي محطة قطار  في المملكة المتحدة، تُشغلها قطارات إيست ميدلاند. افتُتحت هذه المحطة في 1995، ويبلغ عدد مسارات أرصفتها 2.